# Российское сельское поселение (Смоленская область)
Росси́йское се́льское поселе́ние — упразднённое муниципальное образование в составе Вяземского района Смоленской области России.
Административный центр — станция Семлёво. На территории поселения находилось 11 населённых пунктов.
Образовано Законом Смоленской области от 28 декабря 2004 года. Упразднено Законом Смоленской области от 25 мая 2017 года с включением всех входивших в него населённых пунктов в Семлёвское сельское поселение.

## Географические данные
- Общая площадь: 145,74 км²
- Расположение: западная часть Вяземского района
- Граничит:
  - на севере — с Относовским сельским поселением
  - на востоке — с Поляновским сельским поселением
  - на юге — с Семлёвским сельским поселением
  - на западе — с Сафоновским районом
- Крупные реки: Осьма, Хица.
- По территории поселения проходит автодорога М1 «Беларусь»
- По территории поселения проходит железная дорога Москва — Минск, имеются станции: Семлёво, 273-й км.

## Экономика
Сельхозпредприятия, магазины, лесопереработка.

## Население
| 2007 | 2011 | 2012 | 2013 | 2014 | 2015 | 2016 |
| ---- | ---- | ---- | ---- | ---- | ---- | ---- |
| 930  | ↘898 | ↘889 | ↗893 | ↘883 | ↘867 | ↘864 |
| 2017 |      |      |      |      |      |      |
| ↘825 |      |      |      |      |      |      |

## Населённые пункты
В состав поселения входили следующие населённые пункты:
- Семлёво, станция
- Аверьково, деревня
- Гридино, деревня
- Иваники, деревня
- Мармоново, деревня
- Орешки, деревня
- Осьма, деревня
- Реброво, деревня
- Сапегино, деревня
- Семеновское, деревня
- Щелканово, деревня